# NGC 1259
NGC 1259 eine linsenförmige Galaxie vom Hubble-Typ S0 im Sternbild Perseus am Nordsternhimmel. Sie ist schätzungsweise 265 Millionen Lichtjahre von der Milchstraße entfernt und hat einen Durchmesser von etwa 55.000 Lichtjahren.

Im selben Himmelsareal befinden sich u. a. die Galaxien NGC 1260, NGC 1264, IC 308, IC 310.
Die Typ-Ia-Supernova SN 2008L wurde hier beobachtet.
Das Objekt wurde am 21. Oktober 1884 vom französischen Astronomen Guillaume Bigourdan entdeckt.